# Burgstall Tännesberg
Der Burgstall Tännesberg ist eine abgegangene Höhenburg auf dem 692 Meter hohen Schlossberg des Marktes Tännesberg im Landkreis Neustadt an der Waldnaab in Bayern. Die Anlage wird als Bodendenkmal unter der Aktennummer D-3-6439-0003 im Bayernatlas als „mittelalterlicher Burgstall“ geführt.

## Beschreibung

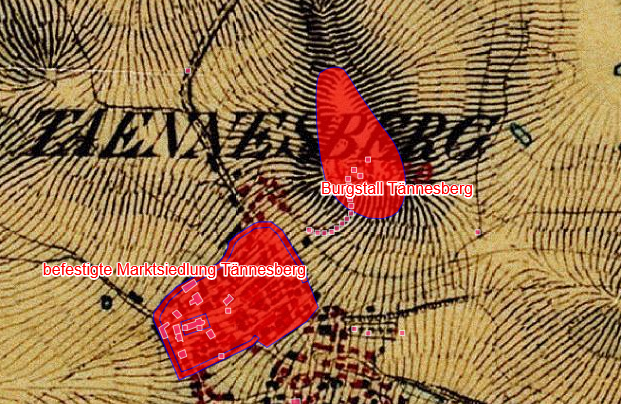
Lageplan des Burgstalls auf dem Urkataster von Bayern

Im südlichen Drittel des Schlossberges erhebt sich ein sechs m hoher Burghügel, den ein Graben umgibt und der im nördlichen Teilo durch einen Halsgraben abgesetzt wird. Der obere Durchmesser beträgt 22 m, der untere ca. 35 bis 45 m. Die Vorburg nördlich des Halsgrabens hat eine Innenfläche von 40 × 50 m. Sie ist von einem Wall umgeben, der etwa 5 m unterhalb der Hangkante verläuft und gegen den Hang einen Graben bildet. Die Größe der Vorburg beträgt einschließlich des Grabens etwa 70 × 65 m. 1817 wurden die Ruinen abgetragen und der Burghügel zu einem Kalvarienberg umgestaltet. In der Vorburg sind die Mauerzüge noch andeutungsweise vorhanden und z. T. auch freigelegt.

## Geschichte
Die Burg wurde im 12. Jahrhundert von den Herren von Paulsdorf erbaut und zwischen 1394 und 1397 an die Pfalzgrafen Ruprecht I. und Ruprecht II. verkauft. Im Dreißigjährigen Krieg wurde die Burg zerstört.

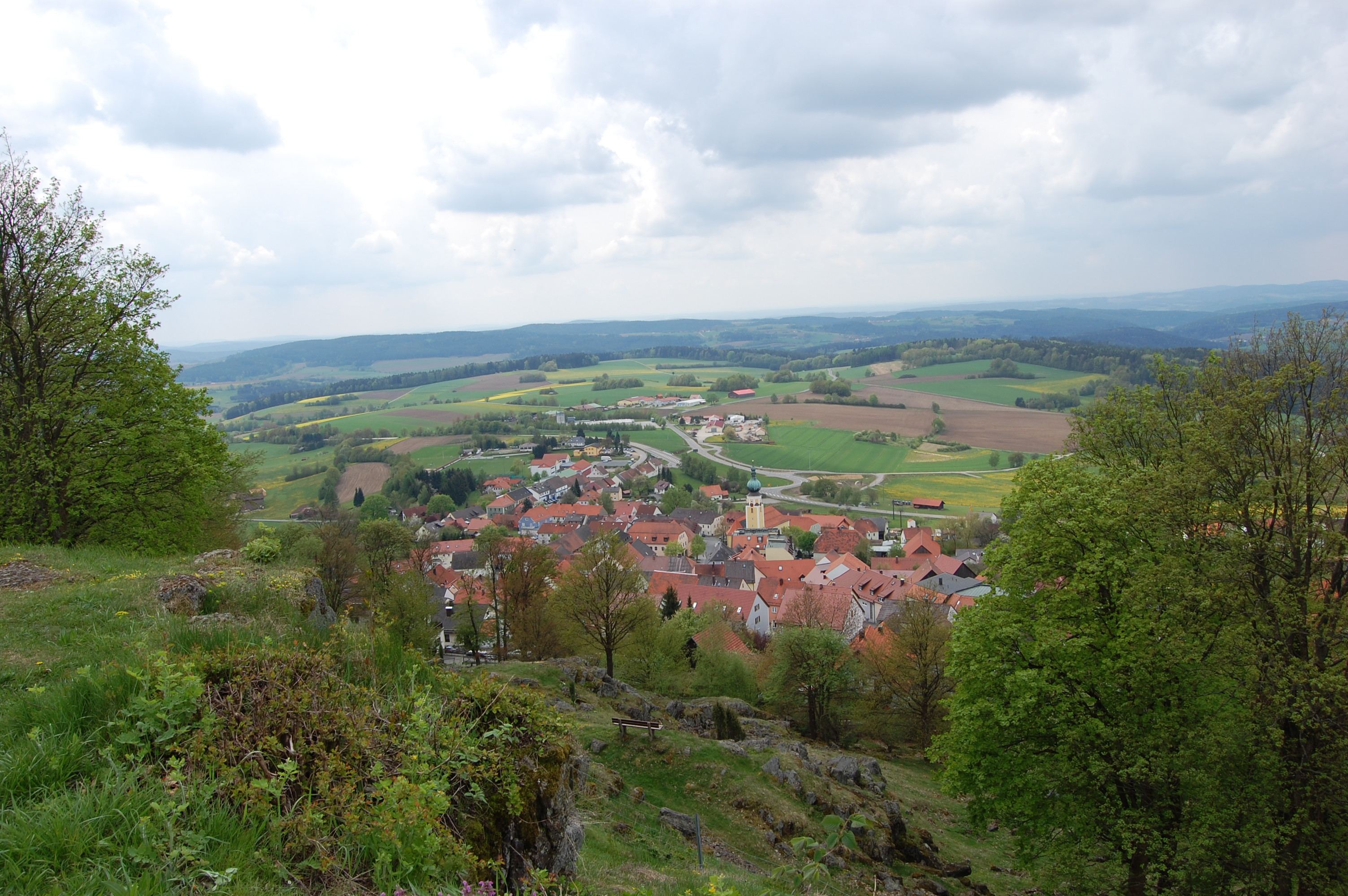
Blick vom Schlossberg
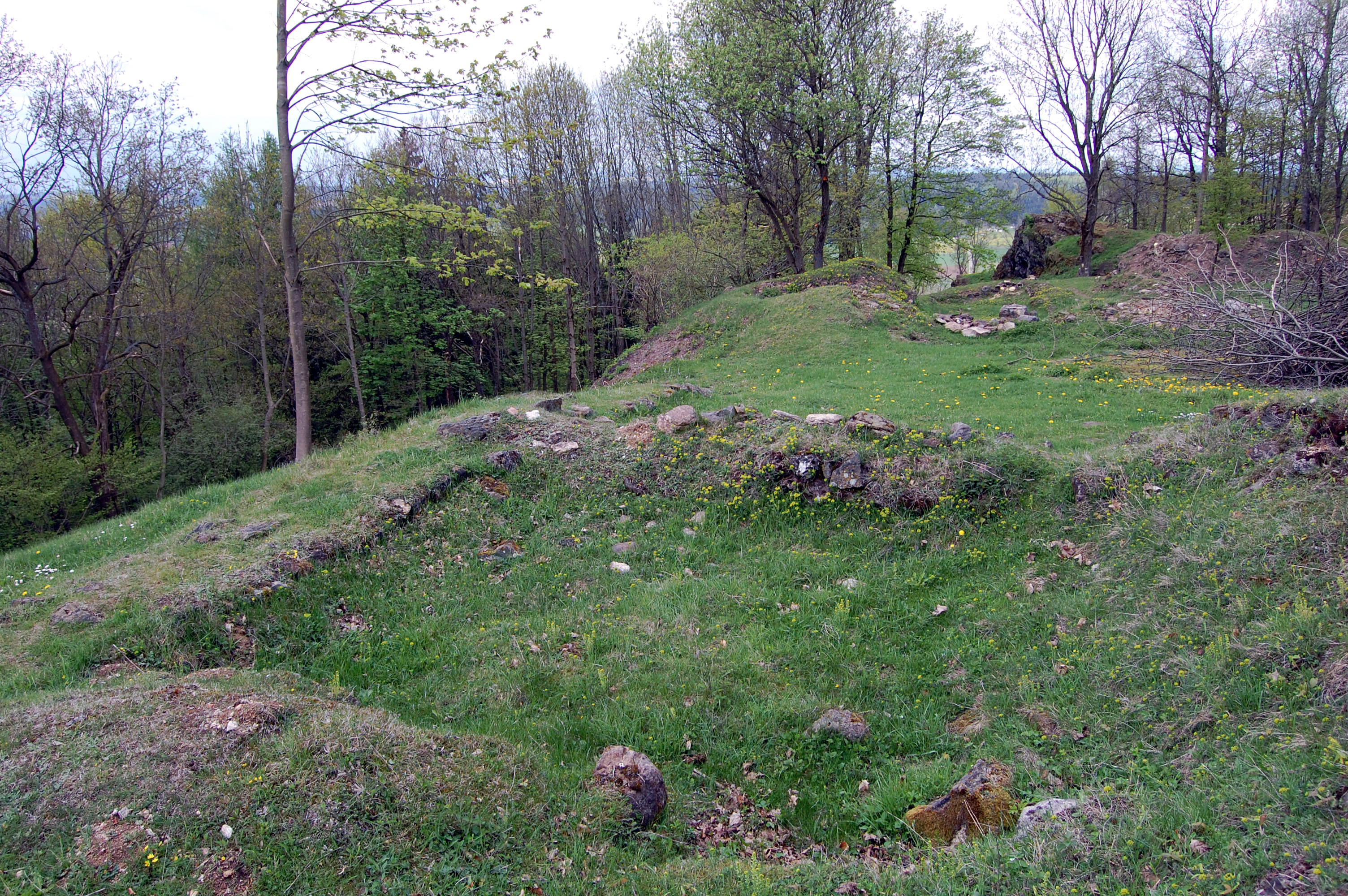
Burgstall Tännesberg
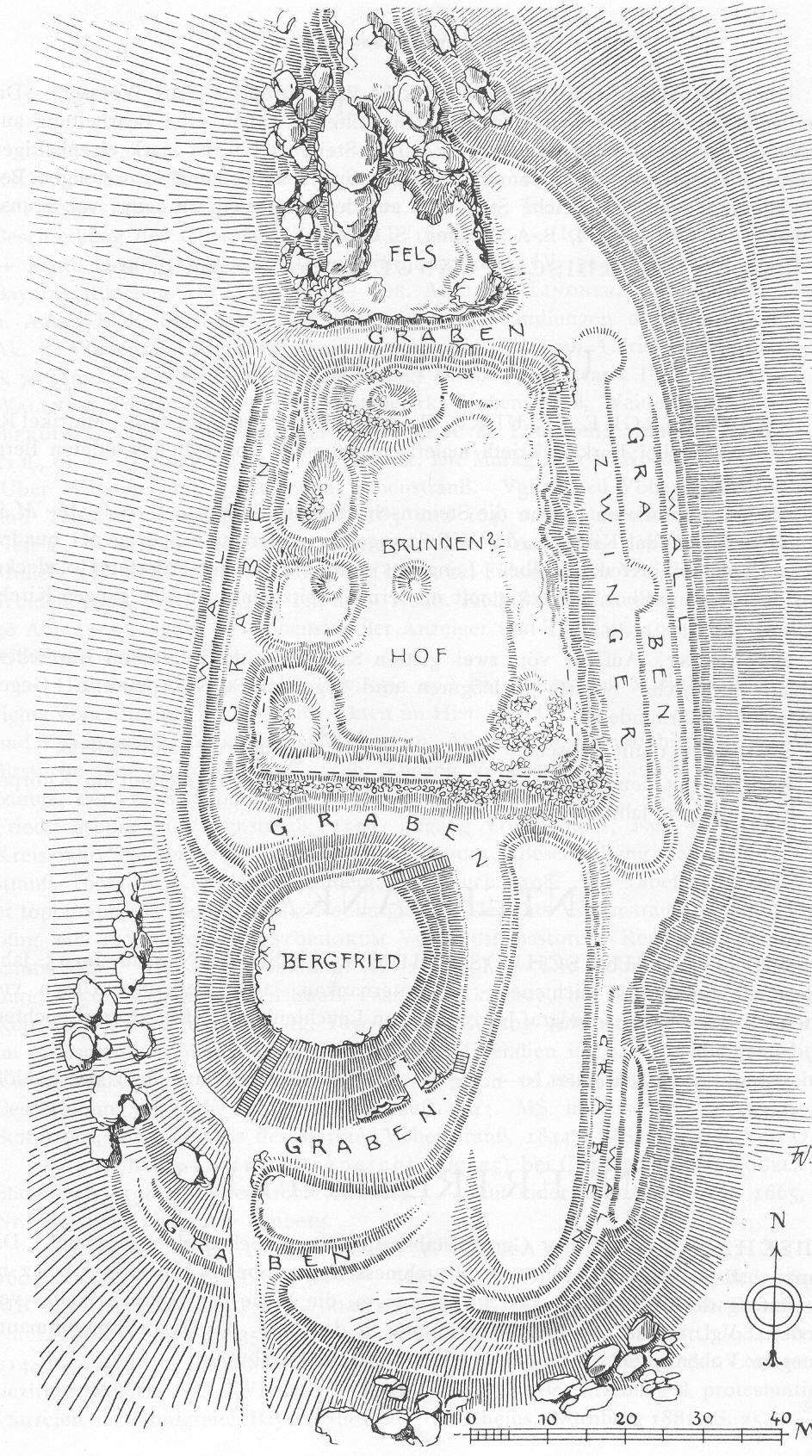
Lageplan des Burgstalls